# Brain trust
Brain trust era una locuzione che in origine definiva un gruppo di consiglieri molto vicini a un candidato politico o a un politico già in carica; si trattava spesso di personaggi accademici che erano specializzati ciascuno in un (o più) determinato campo. La locuzione è spesso associata a un gruppo di consiglieri di Franklin D. Roosevelt durante la sua amministrazione presidenziale. Più recentemente, comunque, l'uso della locuzione è stato ampliato oltre la politica per comprendere ogni gruppo specializzato di consulenti di un personaggio che ricopre una carica importante in un qualsiasi campo.

## Etimologia
In origine, l'uso dell'espressione brain trust fu modellata sull'utilizzo del termine trust per illustrare la posizione economica di un'industria. Questo fu un soggetto di grande interesse a suo tempo e condusse alla Legge Sherman anti-cartello del 1890. Nel 1888 lo Springfield [Missouri] Leader usò il termine in collegamento con il consolidamento dei giornali nello stato: "[Troppi giornali in Columbia, Mo.] sovraffollano il mercato dell'intelligenza della città, e il Columbian e lo Statesman formarono un trust. ... Mentre zucchero, caffè, legname, whiskey, ferro, carbone e altri trust si stanno formando noi non vediamo motivo perché non possa essere organizzato anche un brain trust." Usando il termine come analogia ai trust industriali, pare che questo si sia diffuso ampiamente nel 1888. Per esempio, gli avvocati che sottoscrivevano un accordo per fissare gli onorari erano chiamati un brain trust. In un lungo lamento per l'independenza dei piccoli editori, il Marion [Ohio] Star dice che un Brains Trust è evidenziato dalle opinioni "artificiali" di editori creduloni.
Nel medesimo tempo la locuzione brain trust fu impiegata in un senso leggermente diverso da giornalisti che sostenevano Henry Cabot Lodge. Durante la guerra ispano-americana nel 1898, un gruppo di giornalisti si riunì nella sala del comitato del senatore Lodge e discusse con lui a proposito del procedere della guerra. Lodge chiamò questo gruppo il suo "ufficio strategico", ma il corpo della stampa del Senato lo chiamò the brain trust.
Il senso della locuzione come insieme di esperti ben informati fu quello che parve prevalere: per esempio, nel 1901 un gruppo di giornalisti in un'associazione della stampa nazionale fu chiamato brain trust dal Deseret Evening News. Non ci volle molto prima che il termine descrivesse un gruppo che era talmente esperto, che i suoi consigli erano quasi inevitabilmente accolti e conseguentemente adottati.
Tale fu il riferimento agli otto senatori che costituirono il "Brain Trust del Senato", come descritto da William Allen White sul Saturday Evening Post. Questo uso divenne regolare per i successivi due decenni, come si può vedere dall'uso da parte del quindicinale Time nel 1928, che scrisse un titolo sull'incontro dell'American Council on Learned Societies intitolato Brain Trust.

## IlBrain Trustdi Roosevelt
Nel marzo 1932 il portavoce e consulente legale di Franklin D. Roosevelt, Samuel Rosenman, suggerì di formare una squadra di accademici per consigliare Roosevelt. Nel 1932, sul The New York Times, lo scrittore James Kieran usò per primo il termine Brains Trust (accorciato successivamente in Brain Trust) quando lo applicò al ristretto gruppo di esperti che circondavano il candidato alla presidenza degli Stati Uniti Franklin Roosevelt. Secondo il membro del Brain Trust di Roosevelt Raymond Moley, fu Kieran a coniare il termine, ma Rosenman lo contestò affermando che fu Louis Howe, uno stretto consigliere del Presidente, a usare per primo il termine, ma l'utilizzò in senso scherzoso in una conversazione con Roosevelt.
Il nucleo del brain trust di Roosevelt inizialmente consisteva in un gruppo di professori della Columbia Law School (Moley, Tugwell e Berle). Costoro ebbero un ruolo chiave nel formare le politiche del Primo New Deal (1933). Sebbene essi non si fossero mai incontrati prima come gruppo, ciascuno di loro veniva ascoltato da Roosevelt. Molti editoriali di giornali ed editoriali di fumetti li ridicolizzarono come idealisti privi di senso pratico.
Successivamente il nucleo del brain trust di Roosevelt consistette in uomini associati alla scuola di giurisprudenza di Harvard (Cohen, Corcoran e Frankfurter). Questi uomini ebbero un ruolo determinante nel dar forma alle politiche del Secondo New Deal (1935–1936).

### Membri

#### Primo New Deal
- Adolf Berle –Brain Trust originale
- Samuel Rosenman
- Basil O'Connor
- Hugh S. Johnson
- Raymond Moley – BrainTrust originale (Moley ruppe con Roosevelt e divenne un duro critico del New Deal da destra)
- Rexford Tugwell – Brain Trust originale
- Frances Perkins
- Harry Hopkins – Brain Trust originale
- Harold L. Ickes
- George F. Warren
- Charles William Taussig
- Louis Brandeis
- James Warburg

#### Secondo New Deal
- Benjamin V. Cohen
- Thomas Gardiner Corcoran
- Felix Frankfurter

#### Altri consulenti
- Louis Howe
- James A. Farley
- Paul M. O'Leary[9]
- George Peek
- Charles William Taussig
- Robert F. Wagner
- F. Palmer Weber